# Хулио Пења
Хулио Пења Фернандез (шп. Julio Peña Fernández; Сан Себастијан, 15. јул 2000) шпански је глумац.

## Биографија
Рођен је 15. јула 2000. у Сан Себастијану. Међутим, одрастао је у Мадриду где је живео са родитељима и сестром Емом. Током средње школе је заволео глуму и глумио у позоришту. Поред тога, девет година је ишао на часове клавира.

## Филмографија

### Филм
| Улоге Хулија Пење |                             |               |              |          |
| Година            | Српски назив                | Изворни назив | Улога        | Напомена |
| 2022.             | Кроз мој прозор             |               | Арес Хидалго |          |
| 2023.             | Кроз мој прозор: Преко мора |               | Арес Хидалго |          |
| 2024.             | Кроз мој прозор: Гледам те  |               | Арес Хидалго |          |

### Телевизија
| Улоге Хулија Пење |              |               |                      |              |
| Година            | Српски назив | Изворни назив | Улога                | Напомена     |
| 2019—2020.        | Биа          |               | Мануел Гутијерез     | главна улога |
| 2021.             |              |               | Мануел Гутијерез     | ТВ специјал  |
| 2021.             |              |               | Гиљермо Санкристијан | главна улога |
| 2023—данас        | Берлин       |               | Рој                  | главна улога |